# メキシコマンネングサ
メキシコマンネングサ（メキシコ万年草、学名：Sedum mexicanum）は、ベンケイソウ科マンネングサ属の多年草。日本では帰化植物である。

## 特徴
花茎は直立し、高さは10-15cmになる。茎や葉は鮮緑色になり、黄色や赤色を帯びない。葉は線状楕円形で、長さ1.3-2cm、幅2-3mmになり、ふつう茎に4輪生、まれに3-5輪生する。
花期は4-5月。茎の先端に集散状花序をつくり、枝を水平に伸ばして20-40個の5弁の花を互生につける。萼片は5個で長さ3-6mm。花弁は長さ4mmあり、菱状狭卵形、鋭頭で濃黄色になる。雄蕊は10本あり、葯は裂開直前に濃黄色になり、裂開直後に赤みを帯びる。

## 分布と生育環境
メキシコという名前がついているが、はっきりとした原産地は不明。米軍の関係者が日本に持ち込んだという説があり、本州の関東以西、四国、九州に帰化している。比較的容易に栄養生殖で増える。